# Chair Peak
Chair Peak är en bergstopp i Antarktis. Den ligger i Västantarktis. Argentina, Chile och Storbritannien gör anspråk på området. Toppen på Chair Peak är 343 meter över havet.
Terrängen runt Chair Peak är varierad. Havet är nära Chair Peak åt nordväst. Trakten är glest befolkad. Närmaste befolkade plats är Gonzalez Videla Station, 13,4 kilometer sydväst om Chair Peak. 